# Liste von Maserati-Serienfahrzeugen
Die Liste von Maserati-Serienfahrzeugen führt die Straßensportwagen des italienischen Automobilherstellers Maserati auf, die ab 1947 in Serie gefertigt wurden.

## Hintergrund

Maserati-Emblem: Der Dreizack (il Tridente)

Das 1914 gegründete Unternehmen Maserati war bis zum Zweiten Weltkrieg vor allem im Automobilrennsport engagiert. Unter der Leitung von Alfieri Maserati entstanden in den 1920er- und 1930er-Jahren viele erfolgreiche Wettbewerbsfahrzeuge, die Maserati teilweise werksseitig bei Motorsportveranstaltungen an den Start brachte, daneben aber auch an private Kunden verkaufte. In einzelnen Fällen leitete Maserati seit den 1930er-Jahren von diesen Wettbewerbsmodellen auch straßentaugliche Sportwagen ab. Diese Autos waren individuelle Einzelstücke, die auf Kundenwunsch entstanden; eine Serienfertigung von Straßensportwagen gab es bis 1945 nicht. Erst ab 1947 verkaufte Maserati mit dem 1500 GT (intern: A6) den ersten nicht primär auf Wettbewerbe ausgerichteten Sportwagen. Der A6 und seine Weiterentwicklungen A6G und A6G/54 blieben Kleinserienfahrzeuge, die jeweils nur zweistellige Stückzahlen erreichten. Erst mit dem 1957 vorgestellten 3500 GT, der eine standardisierte Karosserie aufwies, wurde Maserati zu einem Serienhersteller im eigentlichen Sinn. Vom 3500 GT entstanden insgesamt annähernd 2000 Fahrzeuge. Der Automobilsport trat dahinter immer mehr zurück. Zuletzt war Maserati nur noch als Motorenlieferant für Cooper in der Formel 1 engagiert; 1969 endete auch diese Beteiligung. An der exklusiven Ausrichtung Maseratis änderte der französische Hersteller Citroën nichts, der 1967 die Anteilsmehrheit übernahm. Erst Alejandro de Tomaso machte Maserati zu einem Großserienhersteller. Die unter seiner Leitung entwickelte, weit verzweigte Biturbo-Familie prägte das Bild des Unternehmens in den 1980er- und 1990er-Jahren; die Jahresproduktion Maseratis erreichte in dieser Zeit regelmäßig vierstellige Stückzahlen. Seit Mitte der 1990er-Jahre gehört Maserati zu Fiat. Seitdem gibt es Synergien mit dem ehemaligen Konkurrenten Ferrari.

## Erläuterungen zur Liste

### Modell
In der Spalte Modell ist die Bezeichnung aufgeführt, unter der der jeweilige Typ werksseitig vermarktet wurde. Sie ist üblicherweise von den werksinternen Bezeichnungen zu unterscheiden. Einige Typen erhielten die Verkaufsbezeichnung, unter der sie letztlich bekannt wurden, erst nach Produktionsbeginn. Das gilt zum Beispiel für den Maserati Sebring, der anfänglich als 3500 GTIS vermarktet wurde, und den Mistral, dessen ursprüngliche Verkaufsbezeichnung 3500 GT 2 Posti lautete.
Die Verkaufsbezeichnungen orientierten sich einige Jahre lang an europäischen und afrikanischen Winden (Mistral, Bora, Merak, Gibli), teilweise auch an Rennstrecken (Indy, Mexiko, Kyalami). Die Nomenklatur der Biturbo-Ära ist phasenweise „verwirrend“. Das gilt insbesondere für die Zeit ab 1988, nachdem Maserati die Modellbezeichnung Biturbo aufgegeben hatte. In dieser Zeit gab es dreistellige Zahlencodes, deren Vergabe keiner klaren Struktur folgte. Übereinstimmend ist nur der Ansatz, dass alle zweitürigen Modelle als erste Stelle eine 2, alle viertürigen Modelle dagegen eine 4 tragen. Bei einigen Modellen dokumentieren die weiteren Ziffern den Hubraum (228, 420, 425), überwiegend ist das allerdings nicht der Fall. So hat der 222 keinen 2,2 Liter großen Motor, sondern lediglich einen Hubraum von 2,0 Litern. In seinem Fall steht das 222 für zwei Türen, zwei Liter Hubraum, zweite Serie. Bei einigen Modellen bezeichnen die zweiten und dritten Ziffern stattdessen die Anzahl der Ventile, wobei Maserati diesen Ansatz auf die ab 1989 erhältlichen Vierventilmodelle beschränkte – die einzige Ausnahme ist der 4.18 v –, strukturell aber auch innerhalb dieser Gruppe noch einmal unterschiedliche Wege der Umsetzung verfolgte. Bei den italienischen Modellen nahm man auf die Gesamtzahl der Ventile Bezug (4.18 v, 2.24 v, 4.24 v), während bei den Exportmodellen die Anzahl der Ventile pro Zylinder maßgeblich war (222 4v, 430 4v). Bei einzelnen Biturbo-Abkömmlingen ist die Vergabe der Bezeichnung schließlich gar nicht schlüssig erklärbar. Das gilt insbesondere für das Exportcoupé 222 E, bei dem angesichts seines 2,8-Liter-Motors das für den italienischen 222 herangezogene Erklärungsmodell nicht greift, sowie für die viertürige Exportlimousine 430, die keinen 3,0-Liter-Motor hatte. Noch einmal anders ging Maserati beim Spyder vor, der uneinheitlich strukturierte Zusätze bekam, sowie bei Sondermodellen, die keinen Zahlencode, sondern einen Namen erhielten (Karif, Shamal und Racing).

### Werkscode
Die Spalte Werkscode benennt die werksinterne Bezeichnung des Fahrzeugtyps. Sie begannen bis ins frühe 21. Jahrhundert vielfach, aber nicht immer mit den Buchstaben AM (für Alfieri Maserati). Ab 2004 wird dem Zahlencode lediglich ein M vorangestellt.

### Von/bis
In den Spalten Von und Bis wird der Produktionszeitraum angegeben. Gelistet ist dabei das Jahr der Präsentation, wobei Maserati vielfach – aber nicht immer – den 14. Dezember als Vorstellungstag wählte, den Jahrestag der Unternehmensgründung 1914. Das ist nicht in jedem Fall mit dem Beginn der Serienfertigung oder der ersten Auslieferung identisch; hier gab es vielfach Verzögerungen von mehreren Monaten.
Als Endzeitpunkt wird das Jahr der Produktionseinstellung genannt. Speziell bei zahlreichen Mitgliedern der Biturbo-Familie ist das nicht immer identisch mit dem Ende des Verkaufs; in einigen Fällen wurden die letzten auf Halde gefertigten Exemplare noch zwei Jahre nach der Produktionseinstellung verkauft. Das gilt etwa für den Karif: Seine Produktion endete 1990; der Abverkauf aber zog sich bis 1993 hin.

### Färbungen
Die grün unterlegten Zeilen bezeichnen Modelle, die nur für den italienischen Markt gebaut und nicht regulär exportiert wurden.
In den 1970er- bis 1990er-Jahren produzierte Maserati von einigen Modellen besondere Versionen, die nur in Italien verkauft wurden. Sie unterschieden sich von den regulären, weltweit verkauften Versionen vor allem durch die Motorisierung. Ihre Entstehung war durch die italienische Steuergesetzgebung bedingt, die in dieser Zeit Automobile mit einem Hubraum von 2000 cm³ und mehr mit einer Umsatzsteuer von 38 Prozent belegte, während Fahrzeuge mit geringerem Hubraum lediglich mit 19 Prozent besteuert wurden. Dementsprechend bot Maserati für einige Fahrzeugtypen Motorisierungen mit 2,0 Litern Hubraum an. Diese Entwicklung begann 1976 mit dem Merak 2000. Besonders ausgeprägt war sie in der sogenannten Biturbo-Ära. Hier hatte Maserati – mit Ausnahme des Luxuscoupés 228 – für jede Karosserieform meist jeweils zwei 2,0-Liter-Versionen im Angebot, und zwar eine Basisversion und eine leistungsgesteigerte S-Version.

## Auflistung
| Modell                        | Werkscode      | Von  | Bis  | Motor            | Hubraum cm³ | Leistung kW (PS)                                | Produktion | Details | Bild                         |
| ----------------------------- | -------------- | ---- | ---- | ---------------- | ----------- | ----------------------------------------------- | ---------- | --- | ---------------------------- |
| 1500 GT                       | A6             | 1946 | 1950 | R6               | 1489        | 48 kW (65 PS)                                   | 59         | Erster in Serie gefertigter Straßensportwagen Maseratis. Serienkarosserie von Pininfarina, im Laufe der Jahre in verschiedenen Versionen. Ein Einzelstück mit Zagato-Aufbau. |                              |
| 2000 GT                       | A6G            | 1951 | 1953 | R6               | 1954        | 73,5 kW (100 PS)                                | 16         | Weiterentwicklung des A6, vor allem Hubraumvergrößerung und Leistungssteigerung. Karosserien von Pininfarina (9 Coupés), Frua (5 Spyder und ein Coupé) und Vignale (1 Coupé). |                              |
| 2000 GT                       | A6G/54         | 1954 | 1957 | R6               | 1986        | 110 kW (150 PS), ab 1956: 118 kW (160 PS)       | 59         | Leistungsreduzierte Straßenversion des A6GCS, zugleich Nachfolger des A6G. Erster Maserati-Straßensportwagen mit Doppelnockenwellenmotor, ab 1956 auch Doppelzündung. Karosserien von Frua (Coupés und Spyder), Allemano und Zagato (jeweils Coupés).                                                                                                   |                              |
| 3500 GT                       | AM 101         | 1957 | 1962 | R6               | 3485        | 162 PS (119 kW) 169 PS (124 kW)                 | 1986       | Vergaser, Doppelzündung. Erstes Maserati-Modell mit Einheitskarosserie, Aufbau von Touring. |                              |
| 3500 GT Spyder                | AM 101         | 1959 | 1962 | R6               | 3485        | 162 PS (119 kW) 169 PS (124 kW)                 | 243        | Vergaser, Doppelzündung; Karosseriehersteller: Vignale |                              |
| 5000 GT                       | AM 103         | 1959 | 1961 | V8               | 4941        | 242 PS (178 kW) 250 PS (184 kW) 294 PS (216 kW) |            | Vergaser, ab 1961: Einspritzung. Verschiedene Karosseriehersteller: 22 Allemano, 3 Touring und 8 Einzelstücke |                              |
| 3500 GTI                      | AM 101         | 1962 | 1964 | R6               | 3485        | (220/230)                                       | 1986       | Einspritzung, Doppelzündung; Karosseriehersteller: Touring |                              |
| 3500 GTI Spyder               | AM 101         | 1962 | 1964 | R6               | 3485        | (235)                                           | 243        | Einspritzung, Doppelzündung; Karosseriehersteller: Vignale |                              |
| 3500 GTIS                     | AM 101/S       | 1961 | 1965 | R6               | 3485        | (235)                                           | 348        | Erste Version des später als Sebring bezeichneten Coupés. Einspritzung, Doppelzündung; Karosseriehersteller: Vignale |                              |
| 3500 GTI 2 Posti              | AM 109         | 1963 | 1965 | R6               | 3485        | (235)                                           | 828        | Erste Version des später als Maserati Mistral bezeichneten Coupés. Einspritzung, Doppelzündung; Karosserieentwurf: Pietro Frua, Hersteller: Maggiora |                              |
| Quattroporte                  | AM 107         | 1963 | 1966 | V8               | 4136        | (260)                                           | 260        | Vergaser; Karosserieentwurf: Frua, Hersteller: Marazzi |                              |
| 3500 GTI 2 Posti Spyder       | AM 109/S       | 1964 | 1965 | R6               | 3485        | (235)                                           | 123        | Erste Version des später als Maserati Mistral Spider bezeichneten Cabriolets. Technik wie 3500 GTI 2 Posti. |                              |
| Mistral 3700                  | AM 109         | 1965 | 1970 | R6               | 3692        | (245)                                           | 828        | Nachfolger des 3500 GTI 2 Posti. Äußerlich unverändert. Motor mit vergrößertem Hubraum und erhöhter Leistung. |                              |
| Mistral 3700 Spyder           | AM 109/S       | 1965 | 1970 | R6               | 3692        | (245)                                           | 123        | Einspritzung, Doppelzündung |                              |
| Mistral 4000                  | AM 109/A1      | 1966 | 1970 | R6               | 4000        | (255)                                           | 828        | 4,0-Liter-Version des Mistral; äußerlich unverändert. Einspritzung, Doppelzündung |                              |
| Mistral 4000 Spyder           | AM 109/SA1     | 1966 | 1970 | R6               | 4000        | (255)                                           | 123        | Einspritzung, Doppelzündung |                              |
| 3700 GTI Sebring              | AM 101/S10     | 1965 | 1966 | R6               | 3692        | (245)                                           | 243        | Nachfolger des 3500 GTIS. Einspritzung, Doppelzündung. Hubraumveränderung/Leistungserhöhung; daneben auch in Details veränderte Karosserie |                              |
| 4000 GTI Sebring              | AM 101/A10     | 1965 | 1966 | R6               | 4000        | (255)                                           | 243        | Alternativ zum 3700 GTI lieferbare Version mit größerem Motor und höherer Leistung. Einspritzung, Doppelzündung |                              |
| Mexico 4200                   | AM 112         | 1966 | 1972 | V8               | 4136        | (260)                                           | 305        | Komfortorientierter Viersitzer mit Vignale-Karosserie nach einem Entwurf von Giovanni Michelotti. |                              |
| Quattroporte 4200             | AM 107/4200    | 1966 | 1970 | V8               | 4136        | (260)                                           | 510        | Überarbeitete Version des 1963 vorgestellten Quattroporte. Identischer Motor mit gleicher Leistung, veränderte Aufhängung (Starrachse mit Blattfedern statt De-Dion-Achse hinten), vier Rundscheinwerfer und überarbeitetes Interieur. |                              |
| Quattroporte 4700             | AM 107/4700    | 1966 | 1970 | V8               | 4719        | (290)                                           | 510        | Äußerlich und technisch wie Quattroporte 4200, nur neu eingeführter, alternativ erhältlicher größerer Motor mit mehr Leistung. |                              |
| Ghibli                        | AM 115         | 1969 | 1970 | V8               | 4719        | (310)                                           |            | Vergaser |                              |
| Ghibli Spyder                 | AM 115/S       | 1969 | 1970 | V8               | 4719        | (310)                                           |            | Vergaser |                              |
| Mexico 4700                   | AM 112/1       | 1966 | 1972 | V8               | 4719        | (310)                                           | 175        | leistungsgesteigerte Version des Mexico mit wahlweise erhältlichem größerem Motor. |                              |
| Ghibli SS                     | AM 115/49      | 1970 | 1973 | V8               | 4930        |                                                 | (335)      | Vergaser |                              |
| Ghibli SS Spyder              | AM 115/S49     | 1970 | 1973 | V8               | 4930        | (335)                                           |            | Vergaser |                              |
| Indy 4200                     | AM 116         | 1970 | 1971 | V8               | 4136        | (260)                                           |            | Vergaser |                              |
| Indy 4700                     | AM 116/47      | 1971 | 1973 | V8               | 4719        | (290)                                           |            | Vergaser |                              |
| Khamsin                       | AM 120         | 1972 | 1979 | V8               | 4930        | (320)                                           |            | Vergaser |                              |
| Bora 4.7                      | AM 117         | 1973 | 1974 | V8               | 4719        | (310)                                           |            | Vergaser |                              |
| Indy 4900                     | AM 116/A49     | 1973 | 1975 | V8               | 4930        | (320)                                           |            | Vergaser |                              |
| Merak                         | AM 122         | 1973 | 1975 | V6               | 2965        | (190)                                           |            | Vergaser |                              |
| Bora 4.9                      | AM 117/49      | 1974 | 1980 | V8               | 4930        | (300)                                           |            | Vergaser |                              |
| Quattroporte II               | AM 123         | 1974 | 1975 | V6               | 2965        | (190)                                           | 13         | Potentieller Nachfolger des Quattroporte I. Von Marcello Gandini für Bertone entworfene Limousine mit Antriebs- und Fahrwerkstechnik des Citroën SM. Sechs Prototypen und sieben Serienfahrzeuge. Einstellung der Produktion 1975 nach Übernahme Maseratis durch Alejandro de Tomaso; Verkauf der meisten Serienexemplare ins außereuropäische Ausland. |                              |
| Bora 4.9                      | AM 117/49      | 1975 | 1980 | V8               | 4930        | (330)                                           |            | Vergaser |                              |
| Merak SS                      | AM 122/A       | 1975 | 1978 | V6               | 2965        | 162 (220)                                       | 993        | Vergaser |                              |
| Quattroporte III              | AM 330         | 1976 | 1981 | V8               | 4136        | (255)                                           |            | Vergaser |                              |
| Kyalami 4200                  | AM 129         | 1976 | 1978 | V8               | 4136        | (265/253)                                       |            | Vergaser |                              |
| Merak 2000 GT                 | AM 122         | 1976 | 1983 | V6               | 1999        | (170/159)                                       | 195        | Hubraumreduzierte Version für den italienischen Markt. |                              |
| Kyalami 4900                  | AM 129/49      | 1978 | 1983 | V8               | 4930        | (280)                                           |            | Vergaser |                              |
| Merak SS Tipo 80              | AM 122 Tipo 80 | 1979 | 1983 | V6               | 2965        | (208)                                           |            | Vergaser |                              |
| Biturbo                       | AM 331         | 1981 | 1985 | V6 Biturbo       | 1995        | (180)                                           | 9208       | Der erste in großer Serie gefertigte Maserati. 2,0-Liter-Motor mit Registervergaser und zwei Turboladern. In dieser frühen Version nur für den italienischen Markt. |                              |
| Biturbo 425                   | 332            | 1983 | 1986 | V6 Biturbo       | 2491        | 147 (200)                                       | 2372       | Viertürige Version des Biturbo mit 2,5 Liter großem Vergaser-Motor. Primär für Exportmärkte. |                              |
| Biturbo E                     | 331            | 1983 | 1985 | V6 Biturbo       | 2491        | (185)                                           | 4577       | Schwestermodell des Biturbo mit größerem Motor für Exportmärkte. Vergaser. |                              |
| Biturbo S                     | 331            | 1983 | 1985 | V6 Biturbo       | 1995        | (205)                                           |            | Leistungsgesteigerte Version des Biturbo für den italienischen Markt. Vergaser. |                              |
| Biturbo ES 2,5                | AM 331         | 1984 | 1987 | V6 Biturbo       | 2491        | (196)                                           |            | Leistungsgesteigerte Version des Exportmodells mit 2,5-Liter-Motor. |                              |
| Biturbo Spyder                | AM 333         | 1984 | 1988 | V6 Biturbo       | 1995        | (180)                                           |            | Offene Version des Biturbo mit verkürztem Radstand; Karosserie von Zagato. Mit dieser Motorisierung nur für den italienischen Markt. |                              |
| Biturbo Spyder 2500           | AM 333         | 1984 | 1988 | V6 Biturbo       | 2491        | (192)                                           |            | Schwestermodell des Biturbo Spyder mit größerem Motor für Exportmärkte. |                              |
| Biturbo 420                   | AM 332         | 1985 | ?    | V6 Biturbo       | 1995        | (180)                                           |            | Schwestermodell des Biturbo 425 mit kleinerem Motor für den italienischen Markt. |                              |
| Biturbo 420 S                 | AM 332         | 1985 | ?    | V6 Biturbo       | 1995        | (180)                                           |            | Leistungsgesteigerte Version des Biturbo 420 mit dem Motor des Biturbo S für den italienischen Markt. |                              |
| Biturbo II                    | AM 331         | 1985 | 1987 | V6 Biturbo       | 1995        | (180)                                           |            | 1985 eingeführte überarbeitete Version des Biturbo mit stilistischen Änderungen im Innenraum sowie modifizierter Antriebstechnik (neues Sperrdifferenzial). Mit dieser Motorisierung nur für den italienischen Markt. |                              |
| Biturbo S II                  | AM 331         | 1985 | 1986 | V6 Biturbo       | 1995        | (210)                                           |            | Leistungsgesteigerte Version des Biturbo II für den italienischen Markt. |                              |
| Biturbo ES II                 | AM 331         | 1985 | 1988 | V6 Biturbo       | 2491        | (185)                                           |            | Schwestermodell des Biturbo II mit größerem Motor für Exportmärkte. Äußerlich identisch mit Biturbo II. |                              |
| 228                           | AM 334         | 1985 | 1986 | V6 Biturbo       | 2790        | 188 (256)                                       |            | Spitzenversion der Biturbo-Baureihe mit Hauptaugenmerk auf Komfort. Verlängerte Bodengruppe des Biturbo-Viertürers. Größerer Motor mit 2,8 Litern Hubraum und Vergasern. |                              |
| Biturbo i                     | AM 331         | 1986 | 1988 | V6 Biturbo       | 1995        | (185)                                           |            | Neue Einspritzversion des 2,0-Liter-Motors für den italienischen Markt. Nachfolger des Biturbo II. |                              |
| Biturbo Si                    | AM 331         | 1986 | 1988 | V6 Biturbo       | 1995        | (210)                                           | 992        | Leistungsgesteigerte Version des Biturbo i für den italienischen Markt, Nachfolger des Biturbo S II. Die letzten Exemplare wurden als „Biturbo Si Black“ verkauft. |                              |
| Biturbo 420i                  | AM 332         | 1986 |      | V6 Biturbo       | 1995        | (190)                                           |            | Viertürige Limousine mit neuem Einspritzmotor für den italienischen Markt, Nachfolger des Biturbo 420. |                              |
| Biturbo 420 Si                | AM 332         | 1986 | 1988 | V6 Biturbo       | 1995        | (210)                                           |            | Leistungsgesteigerte Version des Biturbo i für den italienischen Markt, Nachfolger des Biturbo 420 S. |                              |
| Royale                        | AM 330         | 1986 | 1990 | V8               | 4930        | 221 (300)                                       | 53         | Nachfolger des Quattroporte III mit aufgewerteter Innenausstattung. Verlängerte Variante von Salvadore Diomante erhältlich. |                              |
| Biturbo Spyder i              | AM 333         | 1986 | 1990 | V6 Biturbo       | 1996        | (185)                                           | 297        | Überarbeitete Version des Cabriolets mit Einspritzmotor für den italienischen Markt, Nachfolger des Biturbo Spyder. Ab 1988 Entfall der Modellbezeichnung Biturbo; Vermarktung als Maserati Spyder i. |                              |
| 228i                          | AM 334         | 1986 | 1992 | V6 Biturbo       | 2790        | 188 (256) ohne Kat (224) mit Kat.               |            | Einspritzversion des Spitzenmodells. Nachfolger des 228 mit Vergasermotoren. Äußerlich und technisch ansonsten unverändert. Wahlweise mit Katalysator. |                              |
| Biturbo 425i                  | Am 332         | 1987 | 1988 | V6 Biturbo       | 2491        | (188)                                           | 2372       | Exportversion der viertürigen Limousine mit Benzineinspritzung. Nachfolger des 425. |                              |
| 430                           | AM 332         | 1987 | 1990 | V6 Biturbo       | 2790        | (225)                                           | 995        | Viertürige Limousine mit dem größeren Motor des 228i, produziert für Exportmärkte. Benzineinspritzung. Nachfolger des Biturbo 425 i, zeitweise parallel im Angebot. |                              |
| Biturbo Si 2500               | AM 331         | 1987 | 1988 | V6 Biturbo       | 2491        | (188)                                           |            | Exportmodell. Schwesterfahrzeug zum Biturbo Si. |                              |
| 222                           | AM 331         | 1988 | 1990 | V6 Biturbo       | 1996        | 162 (220)                                       | 1156       | Neues Basismodell der Baureihe; Nachfolger des Biturbo II. Motor des bisherigen Biturbo Si. Überarbeitete Heckpartie. |                              |
| 422                           | AM 332         | 1988 | 1990 | V6 Biturbo       | 1996        | 162 (220)                                       | 978        | Einspritzung, Katalysator. Nachfolger des Biturbo 420i. Motor des bisherigen 420. Si. Für den italienischen Markt |                              |
| 2.24 v                        | AM 331         | 1988 | 1992 | V6 Biturbo       | 1996        | (245)                                           | 1147       | Leistungsgesteigerte Ausführung des 222, insoweit Nachfolger des Biturbo S II. Erste Vierventilversion des 2,0-Liter-Motors für den italienischen Markt. |                              |
| 222 E                         | AM 331         | 1988 | 1990 | V6 Biturbo       | 2790        | (225)                                           |            | Exportversion des 222 mit größerem Motor, Einspritzung und Katalysator. Nachfolger des Biturbo iE. |                              |
| 222 4v                        | AM 331         | 1988 | 1991 | V6 Biturbo       | 2790        | (279)                                           | 130        | Vierventilversion des 222 E mit 2,5-Liter-Motors, produziert für Exportmärkte. |                              |
| Karif                         | AM 339         | 1988 | 1993 | V6 Biturbo       | 2790        | 248–285                                         | 222        | Sportcoupé mit festem Dach auf der kurzen Plattform des Spyder. Einspritzung, wahlweise mit Kat |                              |
| Spyder i 2500                 | AM 333         | 1988 | 1989 | V6 Biturbo       | 2491        | (188)                                           |            | Einspritzung, Katalysator |                              |
| Spyder 2800                   | AM 333         | 1989 | 1989 | V6 Biturbo       | 2790        | 184 (250)                                       | 40         | Alternativbezeichnung: Spyder iE. Nachfolger des Spyder i 2500 mit größerem Motor. Interimsmodell |                              |
| Spyder i ('90)                | AM 333         | 1989 | 1991 | V6 Biturbo       | 1996        | 162 (220)                                       | 309        | Nachfolger des Spyder i. Leistungsstärkerer Motor des 222, auch äußerlich dem 222 angepasst, u. a. mit neuen Stoßstangen. |                              |
| Spyder iE 90                  | AM 333         | 1989 | 1991 | V6 Biturbo       | 2790        | 184 (250)                                       | 603        | Exportversion des Spyder i 90, insoweit Nachfolger des Spyder 2800. Technisch mit dem Vorgänger identisch, aber stilistische Anpassung an die 222-Reihe, u. a. mit neuen Stoßstangen. Wahlweise mit oder ohne Kat. |                              |
| 222 SE                        | AM 331         | 1990 | 1991 | V6 Biturbo       | 2790        | (225)-(250)                                     |            | Zwittermodell für Exportmärkte: Kombination der Basis-Antriebseinheit aus dem 222 E mit der sportlicheren Karosserie des 222 4v. |                              |
| 4.18 v                        | AM 332         | 1990 | 1992 | V6 Biturbo       | 1995        | 162 (220)                                       | 77         | Einspritzung, Katalysator. Sondermodell des 422 mit besonderer Ausstattung, für den italienischen Markt. |                              |
| 4.24 v                        | AM 332         | 1989 | 1991 | V6 Biturbo       | 1996        | (245)                                           | 384        | Viertürige Version des 2.24 v mit vier Ventilen pro Zylinder und zugleich leistungsgesteigerte Version des 422. Für den italienischen Markt. |                              |
| Shamal                        | AM 339         | 1990 | 1995 | V8 Biturbo       | 3217        | 240 (326)                                       | 369        | Nachfolger des Karif mit neu konstruiertem Achtzylinder-V-Motor und Sechsgang-Schaltgetriebe. Einspritzung, Katalysator. Das Design seiner Frontpartie wurde ab 1991 auf alle anderen Biturbo-Modelle übertragen. |                              |
| 2.24 v II                     | AM 331         | 1991 | 1993 | V6 Biturbo       | 1996        | (245)                                           |            | Stilistisch überarbeitete Version des 2.24 v mit einer an den Shamal angepassten Frontpartie. |                              |
| 222 SR                        | AM 331         | 1991 | ?    | V6 Biturbo       | 2790        | (225)                                           | 210        | Nachfolger des 222 SE für Exportmärkte. Wie dieser ein Zwittermodell mit der Karosserie des 222 4v und der Motorisierung des 222 E. Neue Frontpartie mit den Gestaltungselementen des Shamal. |                              |
| 4.24v II                      | AM 332         | 1991 | 1993 | V6 Biturbo       | 1996        | (240)                                           | 254        | Nachfolger des 4.24 v. Vor allem stilistische Änderungen: Angleichung an die Frontpartie des Shamal. |                              |
| 430 New Look                  | AM 332         | 1991 | 1992 | V6 Biturbo       | 2790        | (225) mit Kat. (250) ohne Kat.                  | 430        | Nachfolger des 430 mit überarbeiteter Frontpartie im Stil des Shamal. Viergangautomatik optional erhältlich. |                              |
| 430 4v                        | AM 332         | 1991 | 1993 | V6 Biturbo       | 2790        | (279)                                           |            | Einspritzung, Katalysator. Viertürige Version des 222 4v mit Vierventilmotor und 2,8 Litern Hubraum. Exportversion. |                              |
| Racing                        | AM 331         | 1990 | 1991 | V6 Biturbo       | 1996        | (283)                                           | 230        | Einspritzung. Nachfolger des 2.24 v für den italienischen Markt. |                              |
| Spyder Nuova                  | AM 333         | 1991 | 1994 | V6 Biturbo       | 1996        | (245)                                           | 409        | Alternativbezeichnung: Spyder III. Nachfolger der Spyder i 90. Technisch mit dem Vorgänger identisch. Vor allem stilistische Änderungen: Angleichung an die Frontpartie des Shamal. |                              |
| Spyder Nuova 2.8              | AM 333         | 1991 | ?    | V6 Biturbo       | 2790        | (225)                                           | 220        | Alternativbezeichnung: Spyder III 2.8. Exportversion des Spyder Nuova und Nachfolger des Spyder iE 90. Technisch mit dem Vorgänger identisch. Vor allem stilistische Änderungen: Angleichung an die Frontpartie des Shamal. |                              |
| Ghibli                        | AM 336         | 1992 | 1995 | V6 Biturbo       | 1996        | 225 (306)                                       | 736        | Italien-Version des neuen Spitzenmodells. Überarbeitete Karosserie im Stil des Shamal, aber regulärer Radstand der zweitürigen Biturbos. Motor in dieser Version vom Maserati Racing. |                              |
| Ghibli                        | AM 336         | 1993 | 1994 | V6 Biturbo       | 2790        | (284)                                           | 518        | Exportversion des neuen Ghibli (AM 336) mit größerem V6-Motor. |                              |
| Quattroporte IV               | AM 337         | 1994 | 1997 | V6 Biturbo       | 1996        | (287)                                           |            | Viertürige Limousine als Ersatz für Royale und 430 4v. |                              |
| Quattroporte IV 2.8           | AM 337         | 1994 | 1997 | V6 Biturbo       | 2790        | (284)                                           |            | Exportversion des Quattroporte IV mit größerem Motor. Einspritzung, Katalysator |                              |
| Ghibli Cup                    | AM 336         | 1995 | 1995 | V6 Biturbo       | 1996        | 246 (330)                                       | 60/75/86   | Leistungsgesteigerte Italien-Version des Ghibli, Straßenversion des Rennsportwagens Ghibli Open Cup. |                              |
| Quattroporte IV Ottocilindri  | AM 337         | 1995 | 1997 | V8 Biturbo       | 3217        | (335)                                           | 415        | Spitzenversion des Quattroporte IV mit leistungsgesteigertem Achtzylindermotor des Shamal |                              |
| Ghibli GT 2,0                 | AM 336         | 1995 | 1998 | V6 Biturbo       | 1996        | 225 (306)                                       | 421        | In Details stilistisch überarbeitete Neuauflage des Ghibli. |                              |
| Ghibli GT 2,8                 | AM 336         | 1995 | 1998 | V6 Biturbo       | 2790        | (284)                                           | 545        | Exportversion des Ghibli GT 2,0 mit größerem V6-Motor. |                              |
| Ghibli Primatist              | AM 336         | 1996 | 1998 | V6 Biturbo       | 1996        | 225 (306)                                       | 35         | Nachfolger des Ghibli Cup mit der Motorleistung des regulären Ghibli GT 2,0 |                              |
| 3200 GT                       | AM 338         | 1998 | 2001 | V8 Biturbo       | 3217        | (370)                                           | 4795       | Letztes neu entwickeltes Maserati-Modell mit Biturbo-Bezügen. Karosserieentwurf von Giugiaro. |                              |
| Quattroporte IV V6 Evoluzione | AM 337         | 1998 | 2001 | V6 Biturbo       | 2790        | (284)                                           | 190        | Einspritzung, Katalysator |                              |
| Quattroporte IV V8 Evoluzione | AM 337         | 1998 | 2001 | V8 Biturbo       | 3217        | (335)                                           | 340        | Einspritzung, Katalysator |                              |
| 3200 GTA                      | AM 338         | 1999 | 2001 | V8 Biturbo       | 3217        | (368)                                           | 4795       | Variante des 3200 GT mit Automatikgetriebe |                              |
| Coupé                         | M 138          | 2001 | 2007 | V8               | 4244        | (390)                                           |            | Nachfolger des 3200 GT mit größerem, von Ferrari entwickeltem Motor und stilistisch überarbeiteter Heckpartie |                              |
| Spyder                        | M 138          | 2001 | 2007 | V8               | 4244        | (390)                                           |            | Offene Version des Maserati Coupé |                              |
| GranSport                     | M 138          | 2003 | 2007 | V8               | 4244        | 294 (400)                                       | 2152       | Leistungsstärkere Version des Coupé, ausschließlich mit Cambiocorsa-Getriebe |                              |
| Quattroporte V                | M 139          | 2003 | 2013 | V8               | 4244        | 294 (400)                                       |            | DuoSelect (sequentielles Getriebe) oder Automatikgetriebe |                              |
| MC12 (MCS)                    |                | 2004 | 2005 | V12              | 5998        | (630)                                           |            | Weiterentwicklung des Ferrari Enzo |                              |
| GranSport Spyder              | AM 138         | 2005 | 2007 | V8               | 4244        | 294 (400)                                       | 472        | nur mit Cambiocorsa |                              |
| GranTurismo                   | M 145          | 2007 | 2019 | V8               | 4244        | 298 (405)                                       |            | Nachfolger des Maserati Coupé und GranSport. Basisversion |                              |
| Quattroporte V S 4.7          | M 139          | 2008 | 2013 | V8               | 4691        | 317 (431)                                       |            | Leistungsgesteigerte Version des Quattroporte V mit größerem Motor und Automatikgetriebe |                              |
| Quattroporte V GTS 4.7        | M 139          | 2008 | 2013 | V8               | 4691        | 323 (440)                                       |            | Leistungsgesteigerte Version des Quattroporte V GT mit Schaltgetriebe |                              |
| Quattroporte VI S             | M 156          | 2013 | 2017 | V6 Biturbo       | 2979        | 301 (410)                                       |            | Basisversion, Hinterradantrieb |                              |
| Quattroporte VI Q4            | M 156          | 2013 | 2017 | V6 Biturbo       | 2979        | 301 (410)                                       |            | Allradantrieb |                              |
| Quattroporte VI GTS           | M 156          | 2013 | 2018 | V8 Biturbo       | 3798        | 390 (530)                                       |            | Allradantrieb |                              |
| Levante                       | M 161          | 2017 | 2022 | V6 Biturbo       | 2979        | 257 (350)                                       |            | Basisversion, in Italien bereits seit 2016 |                              |
| Levante Diesel                | M 161          | 2016 | 2020 | V6 Turbodiesel   | 2987        | 202 (275)                                       |            | Italienische Version verfügt über 184 kW (250 PS) |                              |
| Levante S                     | M 161          | 2017 | 2024 | V6 Biturbo       | 2979        | 316 (430)                                       |            | Leistungsstärkste V6 Version |                              |
| Levante GTS                   | M 161          | 2019 | 2021 | V8 Biturbo       | 2379        | 390 (530)                                       |            | Leistungsschwächere V8 Version |                              |
| Levante Trofeo                | M 161          | 2019 | 2023 | V8 Biturbo       | 3799        | 427 (580)                                       |            | Leistungsstärkste Version |                              |
| MC20                          | M 240          | 2020 | 2025 | V6 Biturbo       | 2992        | 463 (630)                                       |            | Erster reiner Sportwagen der Marke seit dem MC12 |                              |
| Grecale                       | M 182          | 2022 |      | R4               | 1995        | 221 (300) im GT 243 (330) im Modena             |            | Zweiter SUV der Marke. In den Basisversionen GT und Modena |                              |
| Grecale Trofeo                | M 182          | 2022 |      | V6 Biturbo       | 2992        | 390 (530)                                       |            | Leistungsstärkste Version |                              |
| GranTurismo                   | M 189          | 2023 |      | V6 Biturbo       | 2992        | 365 (490) im Modena                             |            | Zweite Generation der Baureihe. Als Modena und Trofeo mit Verbrennungsmotor und als Folgore erstmals auch als Elektroauto verfügbar |                              |
| GranTurismo Trofeo            | M 189          | 2023 |      | V6 Biturbo       | 2992        | 410 (550) im Trofeo                             |            | Leistungsstärkste Verbrenner-Version |                              |
| GranTurismo Folgore           | M 189          | 2023 |      | 3 Elektromotoren |             | 560 (761) 610 (829) mit Boost-Funktion          |            | Erstes Elektroauto von Maserati | Maserati GranTurismo Folgore |
| GranCabrio Trofeo             | M 189          | 2024 |      | V6 Biturbo       | 2992        | 410 (550) im Trofeo                             |            | | Maserati GranCabrio Trofeo   |
| GranCabrio Folgore            | M 189          | 2024 |      | 3 Elektromotoren |             | 560 (761) 610 (829) mit Boost-Funktion          |            | |                              |
| MCPura                        | M 240          | 2025 |      | V6 Biturbo       | 2992        | 463 (630)                                       |            | Modellpflege des MC20 |                              |